# Cerca di capirmi
Cerca di capirmi è un film del 1970 diretto da Mariano Laurenti.